# Prostitución en Filipinas

Prostitución en Asia. En rojo se indica el modelo prohibicionista, en el que la prostitución es ilegal, como es el caso de Filipinas.

La prostitución en Filipinas es ilegal, aunque en cierto modo tolerada, y la aplicación de la ley es escasa en lo que respecta a las trabajadoras del sexo. Las penas pueden llegar a la cadena perpetua para los implicados en la trata de personas, que está contemplada en la Ley contra la Trata de Personas de 2003. La prostitución se ejerce en bares, karaokes, salones de masaje, burdeles, ambulantes y servicios de acompañantes.
El estudio Young Adult Fertility and Sexuality Study, realizado en 2002 por el Instituto de Población de la Universidad de Filipinas y la Fundación de Investigación y Desarrollo Demográfico, reveló que el 19 % de los varones jóvenes había pagado por sexo y el 11 % había recibido pagos por favores sexuales.
En 2013, se estimó que había hasta 500 000 prostitutas en Filipinas, de una población de aproximadamente 97,5 millones. Citando un estudio de 2005, la senadora Pia S. Cayetano afirmó en su «Ley contra la prostitución» (proyecto de ley del Senado n.º 2341 s.2010), que el número de personas explotadas en la prostitución en Filipinas podría ascender a 800 000. El proyecto de ley se volvió a presentar en 2013 como proyecto de ley del Senado n.º 3382, y en 2015 como proyecto de ley del Senado n.º 2621.
Durante la Guerra Fría, hombres de negocios japoneses hicieron turismo sexual con mujeres filipinas, tailandesas y surcoreanas.

## Historia
Durante el periodo colonial español, la mayoría de las prostitutas de las islas eran filipinas de clase trabajadora o japonesas emigrantes de Hong Kong. Esta actividad aumentó debido a las formas de juego introducidas por los españoles, que las utilizaban para obtener más riqueza. Muchos de los clientes de las prostitutas eran miembros de la élite española, incluidos sacerdotes, así como emigrantes chinos. 
En algunos casos, miembros de la élite española intentaron detener la práctica, pero fracasaron debido a la corrupción. En las últimas décadas del dominio español, la prostitución se había generalizado en el país, y algunos gobernadores españoles protegían y fomentaban el sistema. Durante la revolución filipina, los revolucionarios filipinos intentaron reducir la prostitución en el país. El gobierno filipino introdujo las primeras clínicas de salud para prostitutas y les proporcionó ayuda. Sin embargo, esta ayuda terminó después de que Estados Unidos derrotara a la Primera República Filipina en la guerra filipino-estadounidense. 
Durante el periodo colonial estadounidense, la prostitución volvió a generalizarse, y algunos oficiales estadounidenses eran clientes. El Gobierno Insular de las Islas Filipinas fomentó el sistema, calificándolo de «necesidad militar», e incluso transportó prostitutas desde otras zonas como Dávao. Tras los llamamientos de la población local y del gobierno estadounidense en Estados Unidos para abolir el sistema, los oficiales estadounidenses destinados en Filipinas ordenaron «a regañadientes» su cierre. No obstante, la prostitución continuó a pesar de su cierre «oficial», y se sabía que alcanzaba su punto álgido durante cada «periodo del Carnaval de Manila».

## Regiones
La prostitución atiende tanto a clientes locales como extranjeros. La atención de los medios de comunicación suele centrarse en las zonas dedicadas al turismo sexual, principalmente a través de bares atendidos por chicas de alterne. Las ciudades con mayor incidencia de la prostitución son Cebú, Olóngapo, Ángeles, Legazpi en Albáy, Pásay y la bahía de Súbic de Zambales, cuyos clientes suelen ser hombres de negocios extranjeros de países de Asia oriental y occidental.
La prostitución en Olóngapo y Ángeles fue muy importante durante la época del ejército estadounidense en la base naval de la bahía de Súbic y la Base Aérea de Clark, respectivamente. Cuando el volcán Pinatubo entró en erupción en 1991, destruyó la mayor parte de la base de Clark y Estados Unidos la cerró en 1992.
Con ella se cerró parte del comercio de prostitución asociado, pero cuando el entonces alcalde de Manila, Alfredo Lim, clausuró la zona de la industria del sexo de Ermita en la capital, durante su primer mandato a partir de 1992, muchos de los negocios se trasladaron a Ángeles, encontrando una nueva clientela entre los turistas sexuales. Otras zonas turísticas, como Cebú, también han desarrollado una industria de la prostitución de alto nivel.

## Razones
No existe una única razón para la prevalencia generalizada de la prostitución en Filipinas. La pobreza es sólo una de las razones, ya que los factores culturales y la actitud de la gente hacia el dinero y la aceptación social de la prostitución desempeñan un papel importante.

### Pobreza
Según la Autoridad Estadística Filipina, en 2015 el país tenía una incidencia de pobreza del 26,3 %. Aunque esta cifra ha ido disminuyendo en los últimos años, sigue siendo una de las razones por las que las niñas y sus familias recurren a la prostitución para que la familia pueda mantener un cierto nivel de vida. Un gran número de chicas que acuden a Ángeles suelen ser de provincias, sobre todo de Bisayas, concretamente de Cebú, Sámar, Leyte, la isla de Negros y Mindanao, tras haber visto a sus amigas vivir una vida mejor gracias a su trabajo en la industria de la prostitución.

### Bases navales y aéreas estadounidenses
La Base Aérea de Clark se estableció originalmente como Fort Stotsenburg en 1898, tras la guerra hispano-estadounidense, pasó a llamarse Camp Clark en 1928 y se amplió hasta convertirse en una importante instalación militar estadounidense durante la Guerra Fría. La prostitución floreció en los alrededores de la base durante la guerra de Vietnam. La base naval estadounidense de la bahía de Súbic, una instalación naval desde la época colonial española, también se había convertido en una importante instalación en la década de 1970; la calle principal de Olóngapo contaba con no menos de 30 bares de chicas y la ciudad adquirió el seudónimo de «Sin City».
Las autoridades estadounidenses apoyaron que las autoridades sanitarias locales sometieran a las prostitutas a exámenes para detectar enfermedades de transmisión sexual. Sin las licencias expedidas con estos exámenes, a las prostitutas se les impedía trabajar. Las autoridades sanitarias de Ángeles y Olóngapo transmitieron a las bases estadounidenses fotografías de trabajadoras del sexo que no habían superado las pruebas de infecciones de transmisión sexual.
El cierre de las bases estadounidenses en estos dos lugares no cambió mucho el panorama, sólo cambió la clientela. La avenida Fields, cerca de Clark (Ángeles), siguió creciendo como centro de la industria del turismo sexual, bajo el paraguas del «entretenimiento» y la «hostelería». Los bares de chicas de Olóngapo fueron clausurados en una gran campaña de la entonces gobernadora Jane Gordon; sin embargo, se limitaron a trasladarse a la localidad vecina de Barrio Baretto, que alberga una serie de al menos 40 bares que actúan como centros de prostitución.

### Madres solteras
Algunas mujeres se dedican a la prostitución tras convertirse en madres solteras, debido principalmente a la impopularidad de los métodos anticonceptivos artificiales en Filipinas, un país de mayoría católica que se opone a las medidas de control de la natalidad por considerarlas «contrarias a la vida». Más de la mitad de los niños que nacen cada año en Filipinas son ilegítimos, y el porcentaje de hijos ilegítimos aumenta a un ritmo de casi el 2 % anual.

## Violencia y coacción contra las prostitutas
Las mujeres y los niños que ejercen la prostitución son vulnerables a las violaciones, los asesinatos y el VIH/sida, así como a otras enfermedades de transmisión sexual
Las encuestas realizadas a mujeres que trabajan como masajistas indicaron que el 34 % de ellas explicaron que su elección del trabajo era necesaria para mantener a sus padres pobres, el 8 % para mantener a sus hermanos y el 28 % para mantener a sus maridos o novios  Más del 20 % afirmó que el trabajo estaba bien pagado, pero sólo el 2 % dijo que era un trabajo fácil y sólo el 2 % afirmó disfrutar del trabajo.
Más de un tercio de las trabajadoras declararon haber sufrido violencia o acoso, sobre todo por parte de la policía, pero también de funcionarios municipales y gángsters.
Según una encuesta realizada por la Organización Internacional del Trabajo, la prostitución es una de las formas de trabajo más alienantes. Más del 50 % de las mujeres encuestadas en los salones de masaje filipinos afirmaron que realizaban su trabajo «con el corazón encogido», y el 20 % dijo que les «remordía la conciencia porque seguían considerando el sexo con los clientes como un pecado». Las entrevistas con las chicas de los bares filipinos revelaron que más de la mitad de ellas no sentían «nada» cuando mantenían relaciones sexuales con un cliente, y el resto afirmó que las transacciones les entristecían.
La «guerra contra las drogas» iniciada en 2016 por el entonces presidente Rodrigo Duterte ha sido utilizada por algunos miembros de la policía para acosar a las mujeres que ejercen la prostitución y extorsionarlas para obtener dinero o servicios sexuales.

## Tráfico sexual
Cada año, el gobierno tramita aproximadamente 2,3 millones de contratos de trabajo para filipinos que trabajan en el extranjero en casi 170 países. Los traficantes explotan a un número significativo de trabajadores migrantes filipinos en el tráfico sexual o laboral en numerosas industrias, incluidas la pesca industrial, el transporte marítimo, la construcción, la manufactura, la educación, la atención médica domiciliaria y la agricultura, así como en el trabajo doméstico, el servicio de limpieza y otros trabajos relacionados con la hostelería en todo el mundo, pero especialmente en Oriente Medio, Europa y Asia.
La trata de menores con fines sexuales es una práctica frecuente en destinos turísticos como Borácay, Ángeles, Olóngapo, Puerto Galera y Surigao, donde hay una gran demanda de actos sexuales con fines comerciales. La trata de menores con fines sexuales sigue siendo un problema generalizado, a menudo instigado por taxistas que conocen lugares clandestinos. Muchos de los autores de la explotación y el abuso sexual comercial de menores en Filipinas son condenados o acusados de delitos sexuales o pedófilos en sus países de origen y, en la mayoría de los casos, son ciudadanos de Australia, Japón, Nueva Zelanda, el Reino Unido y Estados Unidos, con un número cada vez mayor de denuncias procedentes de Canadá, Marruecos, Irak y Dinamarca.
Los hombres filipinos también explotan a las víctimas de trata de menores en la explotación y el abuso sexual comercial de menores a nivel nacional. La información procedente de las fuerzas del orden indica que Filipinas es una de las mayores fuentes conocidas de explotación y abuso sexual comercial de menores, en la que los traficantes explotan sexualmente a los menores, de forma individual y en grupo, en transmisiones en directo por Internet a cambio de una compensación enviada a través de una agencia de transferencia de dinero por personas que, la mayoría de las veces, se encuentran en otro país, incluidos los Estados Unidos, Australia, Canadá y el Reino Unido.
El gobierno disminuyó sus esfuerzos para proteger a las víctimas. El gobierno carecía de un mecanismo fiable para consolidar las estadísticas sobre el número total de víctimas identificadas y asistidas. Sin embargo, el gobierno informó de la identificación de 890 víctimas: 545 víctimas de trata sexual (311 mujeres, 46 hombres, 167 niñas y 21 niños) y 345 víctimas de trata laboral (158 mujeres, 147 hombres, 23 niñas y 17 niños); esto en comparación con la identificación de 1 277 víctimas en el período del informe anterior. El gobierno también informó de la identificación de 1 134 víctimas de explotación no especificada (494 mujeres, 568 hombres, 44 niñas y 28 niños).
El gobierno informó de formas de explotación bajo la «explotación no especificada», que pueden no haber sido consideradas delitos de trata según la definición del derecho internacional, como el reclutamiento o la adopción ilegales. El Departamento de Asuntos Exteriores identificó y repatrió desde el extranjero a 431 posibles víctimas de trata filipinas, en comparación con las 340 del período del informe anterior. Una ONG informó que los agentes encargados de hacer cumplir la ley a veces no utilizaban prácticas basadas en el trauma para la identificación de las víctimas y carecían de capacitación sobre enfoques centrados en las víctimas.
Para 2024, la Oficina de Vigilancia y Lucha contra la Trata de Personas del Departamento de Estado de los Estados Unidos mantenía calificando a Filipinas como país de «nivel 1».